# Amanda Edmundsson
Amanda Paulina Edmundsson, född 22 januari 2002 i Linköping, är en svensk influerare med Sveriges näst största Tiktok-konto (2020).

## Biografi
Amanda Edmundsson växte upp i Rappestad utanför Linköping, tillsammans med fem syskon. I tidig ålder började hon rida. Hon gick på Berzeliusskolan och senare på Handel och administration på Klara gymnasium.

## Karriär
År 2015, 13 år gammal, visade en vän ett videoklipp på Musical.ly, Edmundsson blev intresserad och startade ett konto. Under 2016 tog det fart och på ett knappt år samlade hon ihop över 400 000 följare. 2017, ett knappt halvår senare, hade hon över en miljon följare. Sommaren 2018 gick Musical.ly samman med Tiktok, och Amanda Edmundsson hade totalt 2,7 miljoner följare. Sedan dess har siffran legat konstant strax under tre miljoner följare. De flesta följarna kommer från USA.
År 2017 var hon av programledarna i Kanal 5-programmet Self made och 2019 var hon en av kändishopparna i Stockholm International Horse Show.

## Priser och utmärkelser
| År   | Instiftare | Pris             | Resultat  |
| ---- | ---------- | ---------------- | --------- |
| 2017 | Guldtuben  | Årets Snapchat   | Nominerad |
| 2018 | Guldtuben  | Årets Musical.ly | Nominerad |